# شهلا پروین‌روح
شهلا (صدیقه) پروین روح (زاده ۲۷ خرداد ۱۳۳۵ شیراز) نویسنده ایرانی است. مجموعه داستانی «حنای سوخته» او برنده جایزه منتقدان و نویسندگان مطبوعاتی شده‌است.

## زندگی
شهلا پروین روح در ۲۷ خرداد سال ۱۳۳۵ با نام شناسنامه‌ای صدیقه پروین روح در شیراز به دنیا آمد و از سال ۱۳۶۸ با حضور در کلاس‌های داستان‌نویسی وارد عرصه نوشتن شد. مادر او زنی باسواد از خانواده‌ای مذهبی، و پدرش بی‌سواد و از خانواده‌ای اهل سوارکاری و تیراندازی و پهلوانی بود. پدر و مادرش هردو بسیار اهل داستان‌گویی بودند. هنگامی که شهلا در کلاس دهم بود ازدواج کرد و ۲ فرزند به دنیا آورد و چند سال را به بزرگ کردن آنها گذراند. اما در سال ۱۳۶۹ دیپلمش را گرفت و با عشق به مطالعه و تجربه‌اندوزی و سپس نوشتن روی آورد.